# Vinaròs
Vinaròs település Spanyolországban, Castellón tartományban. Vinaròs Benicarló, Càlig, San Jorge, Alcanar és Ulldecona községekkel határos. Lakosainak száma 30 278 fő (2024).

## Népesség
A település népessége az elmúlt években az alábbi módon változott:
| Lakosok száma | 23 142 | 24 467 | 26 251 | 28 273 | 28 508 | 28 337 | 28 290 | 28 682 | 28 862 | 30 278 |
|               | 2001   | 2004   | 2006   | 2009   | 2011   | 2014   | 2016   | 2019   | 2021   | 2024   |